# Polygnamptia chloristicta
Polygnamptia chloristicta är en fjärilsart som beskrevs av William Schaus 1914. Polygnamptia chloristicta ingår i släktet Polygnamptia och familjen nattflyn. Inga underarter finns listade i Catalogue of Life.